# Winningen
Winningen est une municipalité du Verbandsgemeinde Untermosel, dans l'arrondissement de Mayen-Coblence, en Rhénanie-Palatinat, dans l'ouest de l'Allemagne.

## Illustrations

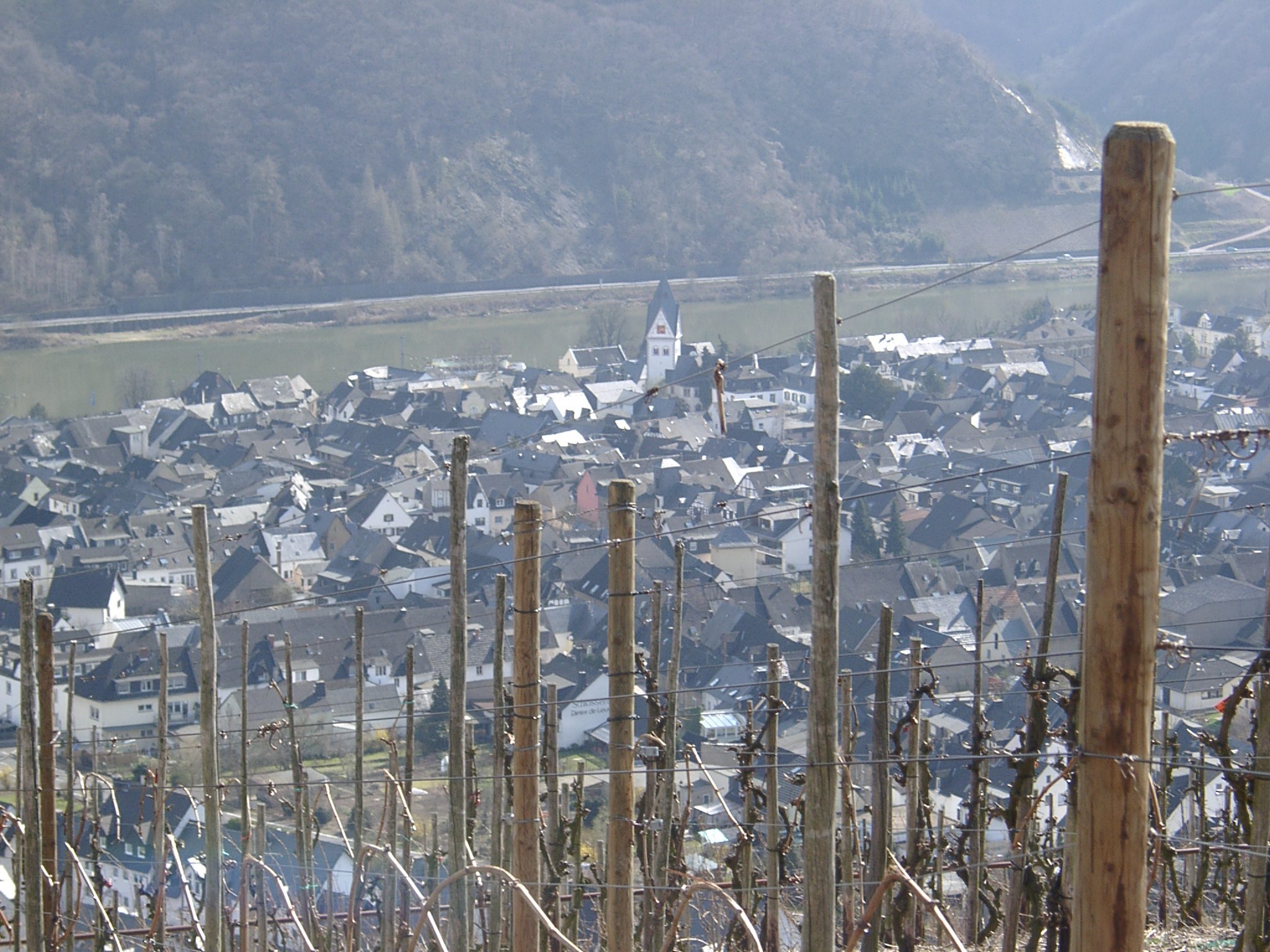
Vue sur Winningen
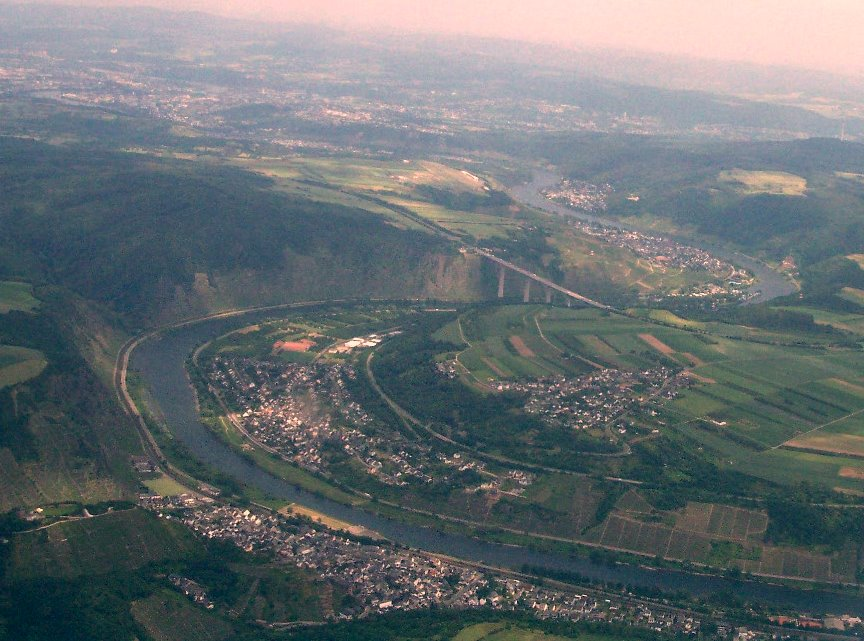
Panorama de Winningen